# Ola Solbakken
Ola Selvaag Solbakken (ur. 7 września 1998 w Melhus) – norweski piłkarz występujący na pozycji skrzydłowego we włoskim klubie AS Roma.

## Kariera klubowa

### Ranheim Fotball
12 stycznia 2018 przeszedł do zespołu Ranheim Fotball. Zadebiutował 8 kwietnia 2018 w meczu Eliteserien przeciwko Tromsø IL (4:0). Pierwszą bramkę zdobył 28 kwietnia 2019 w meczu ligowym przeciwko Viking FK (5:2).

### FK Bodø/Glimt
9 stycznia 2020 podpisał dwuletni kontrakt z klubem FK Bodø/Glimt. Zadebiutował 16 czerwca 2020 w meczu Eliteserien przeciwko Viking FK (2:4). Pierwszą bramkę zdobył 25 czerwca 2020 w meczu ligowym przeciwko Rosenborg BK (2:3). 17 września 2020 zadebiutował w kwalifikacjach do Ligi Europy UEFA w meczu przeciwko FK Žalgiris Wilno (3:1). W sezonie 2020 jego drużyna zajęła pierwsze miejsce w tabeli i zdobyła mistrzostwo Norwegii. 26 sierpnia 2021 zdobył pierwszą bramkę w kwalifikacjach do Ligi Konferencji Europy UEFA w meczu przeciwko FK Žalgiris Wilno (1:0). 16 września 2021 zadebiutował w fazie grupowej Ligi Konferencji Europy UEFA w meczu przeciwko Zorii Ługańsk (3:1).

## Kariera reprezentacyjna
W reprezentacji Norwegii zadebiutował 13 listopada 2021 w zremisowanym 0:0 meczu z Łotwą.

## Statystyki
(aktualne na dzień 21 września 2021)
| Klub               | Sezon              | Liga               | Liga  | Liga   | Puchar kraju | Puchar kraju | Europa | Europa | Suma  | Suma   |
| Klub               | Sezon              | Liga               | Mecze | Bramki | Mecze        | Bramki       | Mecze  | Bramki | Mecze | Bramki |
| ------------------ | ------------------ | ------------------ | ----- | ------ | ------------ | ------------ | ------ | ------ | ----- | ------ |
| Ranheim Fotball    | 2018               | Eliteserien        | 11    | 0      | 2            | 0            | –      | –      | 13    | 0      |
| Ranheim Fotball    | 2019               | Eliteserien        | 26    | 4      | 4            | 2            | –      | –      | 30    | 6      |
| Ranheim Fotball    | Ogólnie            | Ogólnie            | 37    | 4      | 6            | 2            | 0      | 0      | 43    | 6      |
| FK Bodø/Glimt      | 2020               | Eliteserien        | 22    | 3      | 0            | 0            | 2      | 0      | 24    | 3      |
| FK Bodø/Glimt      | 2021               | Eliteserien        | 15    | 3      | 0            | 0            | 5      | 2      | 20    | 5      |
| FK Bodø/Glimt      | Ogólnie            | Ogólnie            | 37    | 6      | 0            | 0            | 7      | 2      | 44    | 8      |
| Ogólnie w karierze | Ogólnie w karierze | Ogólnie w karierze | 74    | 10     | 6            | 2            | 7      | 2      | 87    | 14     |

## Sukcesy

### FK Bodø/Glimt
- Mistrzostwo Norwegii (1×): 2020